# Wacław Tomasz Depo
Wacław Tomasz Depo (Szydłowiec perto de Radom, Polônia, 27 de setembro de 1953) é arcebispo de Częstochowa (Czestochowa).
Depois de terminar o colegial, ele entrou no seminário em Sandomierz. Em 3 de junho de 1978 recebeu o Sacramento da Ordem de Piotr Gołębiowski, Administrador Apostólico da Diocese de Sandomierz. Depois de um curto vicariato, começou a estudar na Faculdade de Teologia da Universidade Católica de Lublin, em dezembro de 1980 recebeu seu mestrado e em 1984 recebeu seu doutorado. Em 1990 tornou-se regente do seminário de Sandomierz. Em 25 de março de 1992, encarnou na diocese de Radom, onde trabalhou como professor de dogmática no Colégio Teológico de Radom. Em 1999 Depo tornou-se presidente da Conferência de Reitores Alemães e de 2000 a 2006 foi professor assistente na Universidade Cardinal Stefan Wyszyński (UKSW) em Varsóvia.
Em 5 de agosto de 2006, o Papa Bento XVI o nomeou Bispo de Zamość-Lubaczów. O arcebispo de Przemyśl, Józef Michalik o consagrou bispo em 9 de setembro de 2006 na Catedral de Zamość-Lubaczów; Co-consagradores foram o Bispo de Radom, Zygmunt Zimowski, e seu antecessor Jan Śrutwa. Ele é o representante leigo da Conferência Episcopal Polonesa.
Em 29 de dezembro de 2011, Bento XVI o nomeou ao Arcebispo de Częstochowa. A posse ocorreu em 2 de fevereiro de 2012.